# Echipa națională de rugby a Georgiei
Echipa națională de rugby a Georgiei,supranumită Lelos, reprezintă Georgia în meciurile internaționale de rugby.
Georgia participă anual la Cupa Europeană a Națiunilor participând la momentul actual în prima divizie a turneului.Lelos rivalizează acum cu România, cu care își dispută de regulă victoria în Cupa Europeană a Națiunilor. În această competiție Georgia a câștigat ediția din anul 2001,2006-08,2008-10,2010-2011,2011-2012,2012-2013. Au participat la patru ediții ale Campionatului Mondial de Rugby netrecând niciodată de faza grupelor. 

### Cupa Europeană a Națiunilor
| An(i)   | J  | V | E | Î | +/-     | Pct | Loc |
| ------- | -- | - | - | - | ------- | --- | --- |
| 2000    | 5  | 3 | 0 | 2 | 145-105 | 11  | 2   |
| 2001    | 5  | 5 | 0 | 0 | 167-68  | 15  | 1   |
| 2001-02 | 10 | 8 | 1 | 1 | 351-152 | 27  | 2   |
| 2003-04 | 10 | 5 | 1 | 4 | 193-148 | 21  | 3   |
| 2004-06 | 10 | 8 | 0 | 2 | 228     | 26  | 2   |
| 2006-08 | 10 | 9 | 0 | 1 | 292-114 | 28  | 1   |
| 2008-10 | 10 | 8 | 1 | 1 | 326-132 | 27  | 1   |
| 2010-11 | 5  | 5 | 0 | 0 | 168-35  | 22  | 1   |
| 2011-12 | 5  | 4 | 0 | 1 | 148-48  | 20  | 1   |
| 2012-13 | 5  | 4 | 1 | 0 | 135-61  | 19  | 1   |

### Campionatul Mondial
| An   | Rezultate                                   |
| ---- | ------------------------------------------- |
| 1991 | Nu este calificată.                         |
| 1995 | Nu este calificată.                         |
| 1999 | Nu este calificată.                         |
| 2003 | Calificată.Fără victorie în faza grupelor.  |
| 2007 | Calificată. O victorie în faza grupelor.    |
| 2011 | Calificată. O victorie în faza grupelor.    |
| 2015 | Calificată. Două victorii în faza grupelor. |